# Banner of the Stars
Banner of the Stars (яп. 星界の戦旗 Сэйкай но сэнки, «Знамя вселенной») — два аниме-сериала и один OVA-сериал, основанные на цикле фантастических произведений в жанре космооперы, написанных писателем Хироюки Мориокой.

## Сюжет

### Синопсис
Прошло три года со времени действия Seikai no Monshou. Начавшаяся война между Человеческой Империей Ав и Объединённым Человечеством набирает обороты. Лафиль  получает под своё командование «Басройл», Джинто устраивается на тот же корабль интендантом.

### Первая часть сериала
События сериала начинают развиваться спустя три года после завершения первой части. Лафиль (на баронне это имя звучит как Лафиэль) назначается капитаном (дека-коммандером) штурмового корабля «Басройл». Она, пользуясь своим влиянием, заполучает в команду Джинто. Корабль новый, команда — практически поголовно новички (в особенности — офицерский состав), за исключением матерого «звёздного волка» со склонность к коммерции по имени Самсонн.
Война между Объединённым Человечеством и Империей Ав разгорается с новой силой — авское командование вводит в действие план «Рениб», в соответствии с которым авы наносят сокрушительный удар по позициям врага и воссоединяют свои территории. Ключевыми становятся врата в системах Аптик и Уимбле.
Объединённое Человечество не спит и применяет новую тактику (удары крупных флотов, состоящих из массивных крейсеров и линкоров) и новое оружие (разделяющиеся торпеды-перехватчики, способные переходить в ждущий режим и наносить внезапные удары).
Из системы Вобруннер «Басройл» срочно перебрасывают в систему Аптик, где расположился Четвёртый Флот, и где его ждёт первое сражение. Командующий флотом — Адмирал Бибос, начальник его штаба — его брат-близнец. Бибосы известны как Великолепные Безумцы, и вполне способны, к примеру, принять ванну в разгар боя.
В качестве резерва у врат Дуремар стоит флот Адмирала Споор (Леди Хаос).
Объединённое человечество сперва раззадоривает Ав множеством разведывательных рейдов, а затем обрушивается на систему Аптик. Новое вооружение флота ОЧ позволяет нанести Империи чудовищный урон, однако адмирал Бибос (единый в двух лицах) ухитряется удержать Врата Аптик до прибытия резервов.

### Вторая часть сериала
Адмиралу Бибосу очень понравилось подкалывать Лафиль, назначая её в качестве Наместницы на планеты одна другой захолустней. Верхом этого стало назначение на планету Лобнасс II, что возле врат Лобнасс. Врата эти особой стратегической ценности не имели.
Империя, с триумфом завершившая операцию «Рениб» немедля логически развивает её в операцию «Брег». Завоевав необходимый плацдарм, флоты начинают расширять зону влияния Империи, двигаясь вдоль системы Врат. Естественно, Четвёртый Флот оставил «Басройл» и его команду в глубоком тылу.
Адмирал Бибос бросил флот вперёд, обогнав буквально на два корпуса все остальные флоты. Как результат, в цепочке образовалась брешь, в которую и проскользнул флот противника, двинувшись вглубь территории, отвоёванной Ав. Чтобы отвадить флот, командование направило Адмирала Споор для операции по выманиванию этого самого вражеского флота в ловушку — в когти Адмирала Трайфа (впрочем, больше всего в плане назначения Адмирала Споор на это дела проявила Адмирал Споор).
Планета, власть над которой получила Лафиль, оказалась планетой-тюрьмой Объединённого Человечества. Ситуация там была любопытная: всех заключённых содержали на одном большом и изолированном острове. Он был разбит на четыре зоны: административный юг, мужской восток, женский запад, и стерилизованный смешанный центр. Люди с востока поднимают восстание и Джинто пропадает, попав к ним в заложники. Ситуация усугубляется тем, что Адмирал Споор заманила вражеский флот точнехонько к Вратам Лобнасс.
Пикантности ситуации придавало то, что причиной восстания востока стала эвакуация женщин с запада. Восточная часть колонии жаждала продолжить род и заселить планету, Империя же санкционировала эвакуацию.
И вот, за пять часов до конца процедуры, длившейся не один месяц (перелом произошёл в конце — захват админзоны и Джинто), к вратам Лобнасс пришли флоты Адмирала Споор и Объединённого Человечества.
Адмирал дала бой у врат по ей одним ясным причинам (она легко могла отказаться, но нашла оправдание своему желанию повоевать), после чего, потеряв почти весь флот, вместе с эвакуируемыми отступила. Несколько недель спустя Лафиль вернулась на Лобнасс II с группой наёмников (экс-охранников тюрьмы) и вызволила Джинто.